# Лі Жуньжунь
Лі Жуньжунь (кит. 李润润, пін. Lǐ Rùnrùn; нар. 24 лютого 1983, Нанкін) — китайський стрибун у довжину.

## Біографія
Лі Жуньжунь здобув бронзову медаль на Чемпіонаті Азії з легкої атлетики 2007 року. Він також брав участь у Чемпіонаті світу з легкої атлетики 2007 року, Чемпіонаті світу з легкої атлетики в приміщенні 2008 року та Олімпійських іграх 2008 року, не дійшовши до фіналу.
Особистим рекордом Лі зі стрибків є 8,22 метри, якого він досяг у липні 2007 року в місті Ухань.